# 가이바

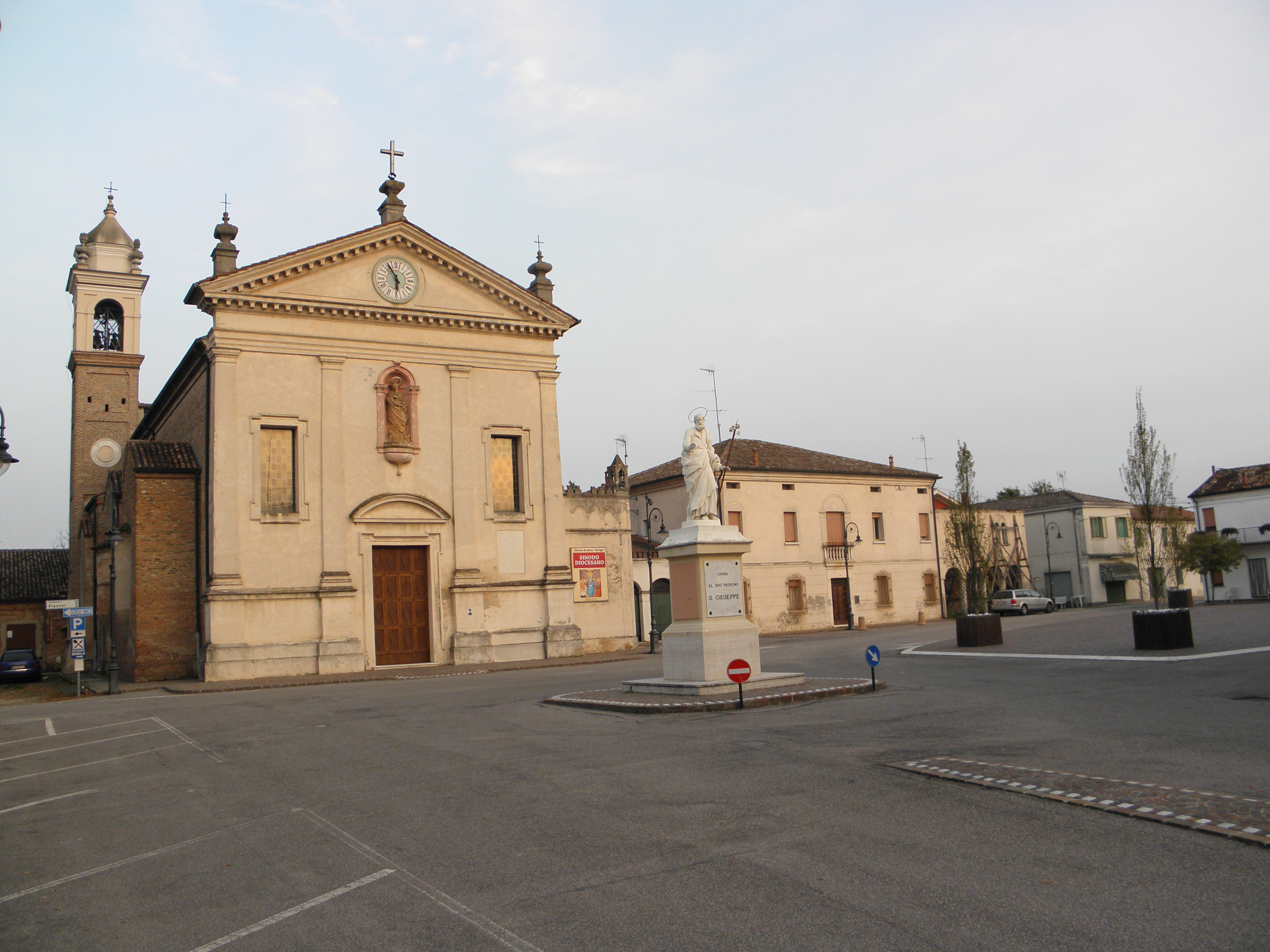
가이바

가이바(이탈리아어: Gaiba)는 이탈리아 베네토주 로비고도에 위치한 코무네로 면적은 12.1km2, 높이는 9m, 인구는 1,109명(2011년 10월 1일 기준), 인구 밀도는 92명/km2이다. 베네치아에서 남서쪽으로 약 80km, 로비고에서 남서쪽으로 약 25km 정도 떨어진 곳에 위치한다.

## 자매 도시
- 이탈리아 콜레뇨
- 이탈리아 로케타산탄토니오
- 폴란드 알베르니아